# Gostyń (stad)
Gostyń (Duits: Gostyn, 1940-1945: Gostingen) is een stad in het Poolse woiwodschap Groot-Polen, gelegen in de powiat Gostyński. De oppervlakte bedraagt 10,79 km², het inwonertal 20.694 (2005).

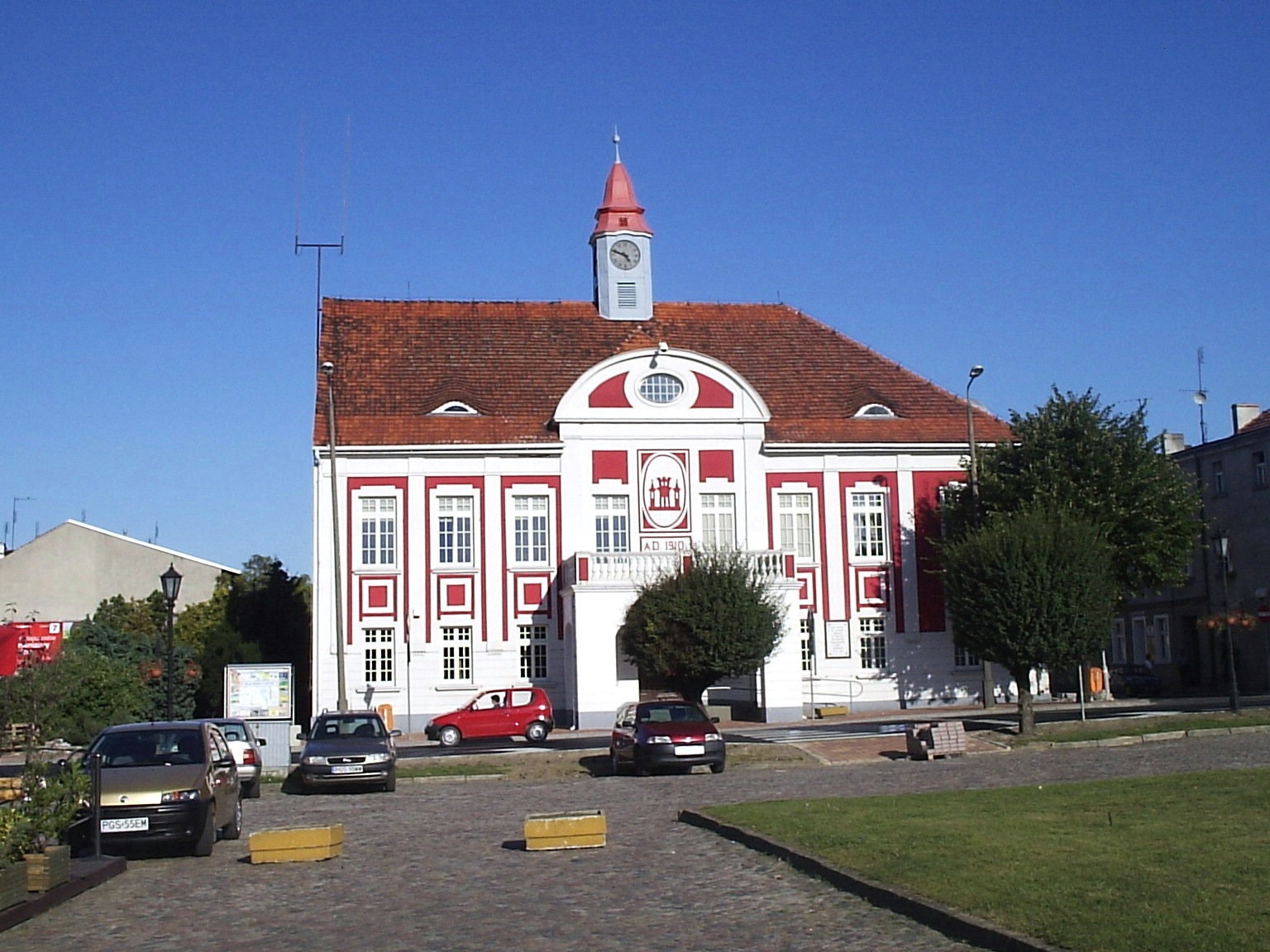
Stadhuis